# Colierul porumbiței
Colierul porumbiței (în arabă طوق الحمامة, transliterat: Ṭawqu l-Ḥamāmati) este o operă în proză, scrisă de Ibn Hazm și apărută în secolul al XI-lea (cca. 1022). Ibn Hazm (Abū Muḥammad ʿAlī ibn Aḥmad ibn Saʿīd ibn Ḥazm), supranumit Andaluzul (în arabă الأندلسي, transliterat: Al-’andalusiyyu) s-a născut la Córdoba (994-1064). Această carte este considerată a fi cel mai precis studiu atât al iubirii, cât și al manifestărilor și cauzelor sale.

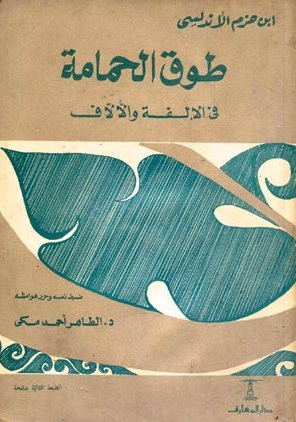

Numele complet al cărții este „Colierul Porumbiței. Tratat despre dragoste și îndrăgostiți.” (în arabă طوق الحمامة في الألفة والأُلاف). Reprezentând o colecție de poezii și povești ale îndrăgostiților, această carte abordează subiectul emoțiilor umane și cel al dragostei ce depinde de analiza psihologică prin observare și experiență. Ibn Hazm citează în cartea sa câteva dintre poveștile pe care le-a examinat personal despre dragoste și eroii săi.
Cartea a fost tradusă în română în anul 2012, de către Grete Tartler.

### Despre autor
Ibn Hazm s-a născut la Cordoba în anul 384 HH și a crescut împreună cu fratele său, care este cu cinci ani mai mare decât el, în palatul tatălui său, care a fost unul dintre miniștrii „Al-Mansur”.Este considerat unul dintre cei mai importanți teologi, filozofi, moraliști, istorici și juriști medievali, fiind considerat unul dintre primii savanți care a studiat în profunzime religia comparativă.
Acesta a scris peste patru sute de lucrări în arabă, din care mai există doar patruzeci ce abordează diferite teme, cum ar fi dreptul islamic, genealogia, etică, epistemologia, religia comparată și teologia.
În ceea ce privește „Colierul porumbiței”, aceasta este singura sa scriere literară, Ibn Hazm fiind pasionat mai degrabă de drept și teologie. Ibn Hazm se distinge prin trăsăturile sale stilistice deosebite în scrierile sale, prin privirea sa critică și prin abordările sale filozofice. Una dintre metodele pe care Ibn Hazm le-a urmat în scrierile sale este dependența de rațiune și vedem acest lucru în zicala sa: „Am împărțit acest mesaj în treizeci de capitole ...”(وقسّمت رسالتي هذه على ثلاثين بابًا), astfel încât studiul său despre iubire a fost un studiu științific ce s-a bazat pe realism.

### Trăsături stilistice în „Colierul porumbiței”
În afară de narațiune, putem remarca pluralitatea prenumelor, negarea de sine (Ibn Hazm nu menționează numele personajelor în cartea sa, ceea ce-i permite să exprime cu ușurință sentimentele sale și ale personajelor lui, fără să-și asume responsabilitatea), descrierea, dialogul.
Impactul mediului social în cartea „Colierul porumbiței”
Mai multe aspecte care i-au distins creația literară evidențiază impactul mediului social în care Ibn Hazm a trăit. Iată câteva dintre aspecte:
1. Prezența femeilor și a servitoarelor ce au avut parte de educație.[6]

1. Impactul mediului social: cartea se bazează pe societatea andaluză. Diversitatea religioasă cu care a avut de-a face Ibn Hazm a avut un efect asupra gândirii sale, fapt ce l-a împins să scrie despre dragoste.[7]

1. Mediul „feminin” (al-bīʾa n-niswiyya) a avut, la rândul său, un rol important în viața scriitorului, deoarece acest aspect i-a dezvoltat cunoștințele în domeniul iubirii și al frumuseții.[8]

### Cuprinsul cărții
Ibn Hazm decide să abordeze subiectul iubirii materiale, îndepărtându-se de stereotipurile iubirii ideale și de imaginea pasionaților celebri amintiți de nenumărate ori în literatura arabă.
Cartea este împărțită în treizeci de capitole (sau „porți” -, în arabă أبواب , ʾabwāb) dedicate dragostei și îndrăgostiților. Sunt descrise principiile iubirii și relatate povești ale persoanelor care s-au îndrăgostit în somn sau la prima vedere. În ceea ce privește sfârșitul cărții, acesta este despre trădare și despărțire.Câteva semne ale iubirii regăsite în carte sunt privirea, cuvintele, melancolia, slăbiciunea, plânsul și insomnia. 
Capitolele ce tratează subiectul originilor iubirii sunt următoarele: „Cuvânt despre natura dragostei” (al-kalām fī māhiyyati l-ḥubb - الكلام في ماهيّة الحب), „Cap despre semnele dragostei” (bābu ʿalāmāti l-ḥubb - باب علامات الحب) , „Cap despre cine se îndrăgostește în somn” (bābu man ʾaḥabba fī-n-nawm - باب من أحبّ في النوم) , „Cap despre cine se îndrăgostește din descriere” (bābu man ʾaḥabba bi-l-waṣf - باب من أحبّ بالوصف) , „Cap despre iubirea la prima vedere” (bābu man ʾaḥabba min naẓra wāḥida - باب من أحبّ من نظرة واحدة) , „Cap despre îndrăgostirea după îndelungare” (bābu man lā yuḥibb ʾillā maʿa l-muṭāwala - باب من لا يحبّ إلا مع المطاولة) , „Cap despre aluzia prin cuvânt” (bābu t-taʿrīḍ bi-l-qawl - باب التعريض بالقول), „Cap despre semnele din ochi” (bābu l-ʾišārati bi-lʿayn - باب الإشارة بالعين), „Cap despre schimbul de epistolii” (bābu l-murāsala - باب المراسلة), „Cap despre sol” (bābu s-safīr - باب السفير).
Mai departe, se discută despre simptomele iubirii în capitolele următoare: „Cap despre cel care se îndrăgostesc de o calitate și cărora apoi nu li se mai pare alta bună, dacă diferaă” (bābu man ʾaḥabba ṣifatan lam yastaḥsin baʿduhā ġayruhā mimmā yuḥālifuhā - باب من أحب صفة لم يستحسن بعدها غيرها ممّا يخالفها), „Cap despre cel care vine în ajutor” (bābu l-musāʿid mina l-ʾiẖwān - المساعد من الإخوان), „Cap despre păstrarea tainei” (bābu ṭayyi s-sirr - باب طيّ السرّ), „Cap despre darea pe față a tainei” (bābu l-ʾiḏāʿa - باب الإذاعة), „Cap despre supunere” (bābu ṭ-ṭāʿati - باب الطاعة), „Cap despre nesupunere” (bābu l-muẖalafa - باب المخالفة), „Cap despre unire” (bābu l-waṣl - باب الوصل), „Cap despre cel împăcat cu starea sa” (al-qunūʿ - القنوع), „Cap despre statornicie” (bābu l-wafāʾ - باب الوفاء), „Cap despre trădare” (bābu l-ġadar - باب الغدر), „Cap despre topirea din dragoste” (باب الضنى), „Cap despre moarte” (al-mawt - باب الموت).
Ibn Hazm încheie tratatul cu cele două capitole pe care le consideră a fi cele mai potrivite pentru sfârșit, și anume: „Cap despre urâciunea păcatului” și „Cap despre virtutea înfrâului”. 
„Cap despre urâciunea păcatului” (bābu qabḥi l-maʿṣiya - باب قبح المعصية): În acest capitol, este vorba, în primul rând, despre dorințele care ne afectează și în al doilea rând, despre faptul că o persoană trebuie să-și amintească întotdeauna că sufletul reprezintă un semn de răutate. 
„Cap despre virtutea înfrâului” (bābu faḍli t-taʿaffuf - باب فضل التعفُّف): În ultimul capitol, autorul descrie importanța castității unei persoane atunci când vine vorba de dragoste. De asemenea, acesta vorbește despre frica de Dumnezeu.
1. ↑  طوق الحمامة في الأُلفَةِ والأُلَّاف | علي بن حزم الأندلسي | مؤسسة هنداوي (în arabă), www.hindawi.org
2. ↑  طوق الحمامة في الأُلفَةِ والأُلَّاف | علي بن حزم الأندلسي | مؤسسة هنداوي (în arabă), www.hindawi.org
3. ↑  , humanitas.ro https://humanitas.ro/humanitas/carte/colierul-porumbi%C5%A3ei Lipsește sau este vid: |title= (ajutor)
4. ↑  Abdel Latif Salim Hamouda, Dana (2012). Šaʿriyyatu n-naṯri. Ṭawqu l-ḥamāmati ʾunmūḏajan. p. 31-33.
5. ↑  Ibrahim Kassaf, Insaf (2014). Ṭawqu l-ḥamāmati fī l-ʾulfati wa-l-ʾullāf li-Ibn Hazmi l-ʾandalūsiyy. Dirāsa sardiyya. p. 16, 17.
6. ↑  Abu Zahra, Muhammad (1978). Ibn Hazm, ḥayātuhu wa-ʿaṣruhu. Ārāʾuhu wa-faqhuhu. Maṭābiʿu d-dajwā. p. 65.
7. ↑  Abu Zahra, Muhammad (1978). Ibn Hazm, ḥayātuhu wa-ʿaṣruhu. Ārāʾuhu wa-faqhuhu. Maṭābiʿu d-dajwā. p. 74.
8. ↑  Saadat Abdel Majid Awda, Hanan. Falsafat Ibn Hazm al-ʾAndalusiyy fī-l-ḥubb mā bayna t-taqlīd wa-t-tajdīd. p. 4.
9. ↑  Irina Vainovski-Mihai, Tratat despre dragoste și îndrăgostiți/ de Irina Vainovski-Mihai, ZF.ro
10. ↑  ابن حزم طوق الحمامة - موضوع, موضوع
11. ↑  ابن حزم طوق الحمامة - موضوع, موضوع
12. ↑  ابن حزم طوق الحمامة - موضوع, موضوع